# Spanish Valley
Spanish Valley é uma Região censo-designada localizada no estado norte-americano de Utah, no Condado de San Juan.

## Demografia
Segundo o censo norte-americano de 2000, a sua população era de 181 habitantes.

## Geografia
De acordo com o United States Census Bureau tem uma área de
36,9 km², dos quais 36,9 km² cobertos por terra e 0,0 km² cobertos por água.

## Localidades na vizinhança
O diagrama seguinte representa as localidades num raio de 68 km ao redor de Spanish Valley.